# Пекельна кухня (телепередача)
«Пекельна кухня» — українське кулінарне шоу, яке транслювалося на телеканалі 1+1 з 2011 по 2013 рік, створене за американським форматом Hell's Kitchen. Сюжет полягає у тому що 16 кухарів змагаються за звання найкращого під наглядом жорсткого шеф-кухаря Арама Мнацаканова, переможець отримує 500 тисяч гривень.

## Формат
Учасники проекту потрапляють в повне розпорядження суворого шеф-кухаря Арама Мнацаканова і розпочинають кулінарний марафон тривалістю у кілька тижнів. Вони живуть у спеціально обладнаному комплексі, де є велика кухня, а також ресторан, який періодично відчиняє свої двері для гостей.
Завдання кожного учасника — проявити себе якнайкраще і вразити шеф-кухаря, судей та гостей ресторану кулінарними талантами. Тим часом шеф влаштовує для підопічних справжнє пекло: викидає страви у смітник за найменший недолік, вимагає ідеальної якості в усьому, не стримується у виразах, доводить до істерик і з легкістю розстається зі слабаками.
У кожному епізоді хтось із учасників залишає проект. Хто саме — визначає шеф-кухар.

Усі учасники розділені на дві команди — червону та синю, які працюють відповідно на червоній та синій кухні. Шеф-кухар постійно на власний розсуд переводить кухарів з однієї команди до іншої, таким чином змінюючи їх склад.
Протягом проекту синя та червона кухня постійно змагаються між собою. За перемогу у кожному конкурсі команда, що виграла, отримує приз, а кухарі, які програли, несуть покарання.
Проте найважливішим випробуванням для учасників є вечеря в ресторані. Як і кухня, зал розділений на дві половини, тож кожна команда має нагодувати своїх гостей. Та просте завдання стає майже нереальним, тому що прискіпливий шеф бракує страви за найменшу помилку. Після закриття ресторану шеф-кухар та судді визначають, яка команда справилася із вечерею гірше. Зрештою в команді, що програла, шеф обирає найгіршого учасника, котрий залишає проект.
З кожним епізодом учасників стає все менше. Коли учасників залишається менше половини, їх об'єднують в одну команду. Відтепер усі кухарі працюють разом на одній кухні. Але в кожному епізоді шеф і далі продовжує виганяти найслабших, на його думку, учасників.
У фінал виходять двоє кухарів, котрі змагаються за головний приз.
Фінальна вечеря відбувається за особливим сценарієм. На «Пекельну кухню» повертаються найкращі учасники сезону, і саме з них фіналісти формують свої «зіркові» команди. Як завжди, зал в ресторані розділений на дві половини. Фіналісти стають су-шефами своїх команд: вони розробляють меню, розподіляють обов'язки між членами команди, контролюють якість готових страв.
Той, хто на думку пекельного шефа, впорався із фінальною вечерею найкраще, стає переможцем проекту та отримує головний приз у розмірі 500 тисяч гривень.

## Ведучі
- Шеф-кухар (він же «пекельний шеф») — Арам Мнацаканов.
- Критик та суддя — Сергій Гусовський.
- Критик та суддя — Юлія Висоцька (1 і 2 сезони).
- Критик та суддя — Дар'я Цивіна (3 сезон).

## 1 сезон
Транслювався з 13 квітня 2011 року по 20 липня 2011 року. Кількість епізодів — 15.
Су-шефи: Володимир Ярославський, Жером Лорьє.
У фінал вийшли Ольга Мостовенко та Юрій Кондратюк. Переможець — Юрій Кондратюк.
Мнацаканов був затверджений на позицію пекельного шефа всього за п'ять днів до початку зйомок. Після закінчення зйомок учасники Олександр Непоп, Дар'я Сатановська, Валерія Горлач і Світлана Ходаченко отримали запрошення від Мнацаканова працювати у київському ресторані «Сад».
Дебютний сезон мав високі рейтинги, частка аудиторії склала в середньому 22 % (аудиторія 18-54), що означає, що програму дивилася кожна п'ята доросла людина в Україні.
| Учасник                       | У якому епізоді вибув | Фінал              |
| ----------------------------- | --------------------- | ------------------ |
| Лія Коцарєва                  | 5                     |                    |
| Руслана Турчинська-Бобровська | 6                     |                    |
| Валерія Горлач                | 8                     |                    |
| Ольга Мостовенко              |                       | друге місце        |
| Світлана Ходаченко            | 12                    | команда Мостовенко |
| Світлана Куценко              | 3                     |                    |
| Дар'я Сатановська             | 10                    | команда Кондратюка |
| Юлія Ягодзінська              | 1                     |                    |
| В'ячеслав Довженко            | 14                    | команда Мостовенко |
| Євгеній Ярошенко              | 7                     |                    |
| Андрій Мезенєв                | 4                     |                    |
| Сергій Гуц                    | 13                    | команда Мостовенко |
| Андрій Дмитрієв               | 5                     |                    |
| Юрій Кондратюк                |                       | переможець         |
| Олександр Коснакі             | 9                     | команда Кондратюка |
| Олександр Непоп               | 14                    | команда Кондратюка |

## 2 сезон
Транслювався з 11 січня по 11 квітня 2012 року. Кількість епізодів — 15 + фільм про те, як склалася доля учасників після шоу.
Су-шефи: Володимир Ярославський, Жером Лорьє.
Особливістю сезону стало протистояння чоловічої та жіночої команд. Також сезон запам'ятався конфліктом Арама Мнацаканова з Юлією Висоцькою через одну з учасниць шоу. У фінал вийшли Дмитро Попов та Дар'я Гросицька. Переможець — Дар'я Гросицька.
| Учасник              | В якому епізоді вибув | Фінал              |
| -------------------- | --------------------- | ------------------ |
| Дар'я Гросицька      |                       | переможець         |
| Олена Жаботинська    | 9                     | команда Попова     |
| Марина Мних          | 13                    | команда Попова     |
| Антоніна Носко       | 5                     |                    |
| Анелія Редельбах     | 10                    | команда Гросицької |
| Андрій Радченко      | 8                     | команда Гросицької |
| Георгій Хучуа        | 12                    | команда Гросицької |
| Кирило Якушев        | 13                    | команда Попова     |
| Олександр Янковський | 10                    | команда Гросицької |
| Олександр Цой        | 6                     |                    |
| Володимир Стукотін   | 4                     |                    |
| Ігор Богданов        | 2                     |                    |
| Дмитро Попов         |                       | друге місце        |
| Ольга Парфентьєва    | 7                     | команда Попова     |
| Марія Науменко       | 7                     |                    |
| Аліса Єловєнкова     | 1                     |                    |

## 3 сезон
Транслювався в ефірі 1+1 з 4 квітня 2013 року. Має назву «Пекельна кухня. Битва характерів».
У 3 сезоні Юлію Висоцьку замінила російський ресторанний критик на найвідоміший блогер СНД, що пише про ресторани, Дар'я Цивіна. Саме вона була суддею у російській версії шоу «Пекельна кухня».
Особливістю сезону став прихід нових учасників у розпал проекту. Протягом перших 5 випусків шеф Арам Мнацаканов був змушений попрощатися з рекордною кількістю учасників, саме тому у 6-му випуску вакантні місця зайняли нові кухарі. Новачків було обрано з тих, хто також пройшов основний кастинг, але перебував у резерві.
| Учасник              | В якому епізоді вибув | Фінал |
| -------------------- | --------------------- | ----- |
| Тимофій Гаєвий       | 6                     |       |
| Наталя Баннік        |                       |       |
| Назар Гоменюк        | 5                     |       |
| Дарвін Седеньо       |                       |       |
| Валентина Фігловська | 2                     |       |
| Лілія Карп'як        | 1                     |       |
| Євгенія Рафаловська  |                       |       |
| Віктор Малец         | 2                     |       |
| Сейран Ізмаїлов      | 4                     |       |
| Максим Смірнов       | 1                     |       |
| Леона Тосхопаран     | 10                    |       |
| Іван Ломейко         |                       |       |
| Анна Сергієнко       |                       |       |
| Анна Андрієнко       |                       |       |
| Олексій Нікітін      |                       |       |
| Віта Костомаха       | 5                     |       |
| Лілія Ромашкіна      | 5                     |       |
| Сергій Гура          | 3                     |       |
| Сергій Марченко      | 10                    |       |
| Назар Півньов        | 6                     |       |
| Ростислав Зелінський | 8                     |       |
| Ксенія Тридуб        | 9                     |       |